# 白缘蒲公英
白缘蒲公英（学名：Taraxacum platypecidum）为菊科蒲公英属的植物。分布在日本、朝鲜、俄罗斯以及中国大陆的河南、内蒙古、吉林、辽宁、陕西、山西、河北、黑龙江、湖北、四川等地，生长于海拔1,900米至3,400米的地区，见于山坡草地以及路旁，目前尚未由人工引种栽培。

## 别名
热河蒲公英、山蒲公英、河北蒲公英

## 异名
- Taraxacum platypecidum Diels var. angustibracteata Ling